# ستيف باربر
ستيف باربر (بالإنجليزية: Steve Barber)‏ هو لاعب كرة قاعدة أمريكي، ولد في 13 مارس 1948 في غراند رابيدز في الولايات المتحدة.

## وصلات خارجية
- ستيف باربر على موقعبيزبول رفرنس.كوم (الدوري الرئيسي) (الإنجليزية)
- ستيف باربر على موقعبيزبول رفرنس.كوم (الدوري الثانوي) (الإنجليزية)